# Bắc Yorkshire
Bắc Yorkshire là một hạt nông thôn nằm trong vùng Yorkshire và Humber của Anh. Hạt có diện tích 8.654 km², dân số 1.082.000 người. Thủ phủ hạt đóng ở Northallerton.
North Yorkshire được lập ra vào năm 1974 bởi Đạo luật Chính quyền địa phương 1972, bao gồm một diện tích 8.654 km vuông (3.341 sq mi), làm cho hạt trở thành hạt nghi lễ lớn nhất ở Anh.
Hạt được chia thành các quận Craven, Hambleton, Harrogate, Richmondshire, Ryedale, Scarborough, Selby, York, Stockton-on-Tees, Redcar và Cleveland, Middlesbrough.
Ở Bắc Yorkshire có hai trong số mười một công viên quốc gia ở Anh và xứ Wales, cụ thể là Vườn quốc gia North York Moors và phần lớn Yorkshire Dales và khoảng 40% của hạt được bao phủ bởi vườn quốc gia.
Các thành phố lớn nhất là Middlesbrough (dân số 174.700), York (vùng đô thị 152.841), Harrogate (73.576) và Scarborough (61.749); thủ phủ của hạt, Northallerton, có dân số là 16.832.

## Thành phố và thị trấn (xếp theo thứ tự ABC)
- Arncliffe, Askrigg
- Bedale, Borrowby
- Catterick, Catterick Bridge, Conistone
- Dalton, Richmond, Dalton, Sowerby
- Easingwold, Embsay
- Filey
- Giggleswick, Grassington, Great Ayton
- Harrogate, Hawes, Hebden, Helmsley, Helperby, Horton in Ribblesdale
- Ingleton
- Kettlewell, Kilnsey, Kirkbymoorside, Knaresborough
- Leyburn, Linton, Long Marston, Lund
- Malham, Marton (Pickering), Masham, Middleham, Middlesbrough
- Northallerton
- Osmotherley
- Pickering
- Ravenscar, Richmond, Rievaulx, Ripon, Robin Hood's Bay
- Scarborough, Selby, Settle, Skipton, Sowerby, Starbotton, Stokesley
- Tadcaster, Thirsk
- Whitby
- York